# Cerro San Eugenio
Cerro San Eugenio est une ville de l'Uruguay située dans le département d'Artigas. Sa population est de 95 habitants.

## Géographie
Cerro San Eugenio est située dans le secteur 1, au sud de la capitale du département, la ville d'Artigas.

## Population
| Année | Population |
| ----- | ---------- |
| 1996  | –          |
| 2004  | 95         |

,